# Seznam iranskih feldmaršalov
Seznam iranskih feldmaršalov.

## Seznam
- HH Amir Muhammad Qasim Khan-e Qajar Quyunlu (?–1831)
- HIH Crown Prince Abbas Mirza (1789–1833)
- HIH Prince Hasan Ali Mirza (1789–1853)
- HIH Prince Ali Shah (1796–1854)
- HIH Prince Fath Ali Shah (1797–1834)
- HIH Prince Kaikhusru Mirza (1809–1857)
- HRH Prince Bahman Mirza (1811–1884)
- HIH Prince Sultan Masud Mirza (1850–1918)
- 1899 - HRH Prince Vajihullah Mirza (1854–1905)
- HIH Prince Kamran Mirza (1856–1927)
- HH Prince Abul Husain Mirza (1858–1939)
- 1921 - HIM Reza Shah Pahlavi (1878–1944)
- HH Jaafar Quli Khan-e Khajar Quyunlu
- HH Amir Mirza Muhammad Khan-e Qajar Devehlu
- HSH Mirza Muhammad Taqi Khan-e Farahani
- Agha Vali Khan
- HSH Mirza Husain Khan Qazvini
- Muhammad Kan
- Mirza Muhammad Bakir Kan